# Православное епископское собрание Германии
Ассамбле́я правосла́вных епи́скопов Герма́нии (нем. Orthodoxe Bischofskonferenz in Deutschland) — координационный орган православных епископов, представляющий Православную церковь в Германии. Основана в 2010 году и объединяет 11 православных иерархов большинства канонических юрисдикций, представленных на территории страны (на 2023).

## История
24 сентября 2011 года во Фрайбурге в ходе официального визита в Германию состоялась встреча папы Римского Бенедикта XVI с группой архиереев Православного епископского собрания.
11 ноября 2011 года члены Православного епископского собрания в Германии впервые провели официальную встречу с федеральным президентом Германии Кристианом Вульфом в его резиденции в замке Бельвю.
С 10 по 12 октября 2013 года в городе Трире в помещениях русского православного прихода во имя Сорока мучеников Севастийских прошло очередное заседание Православного епископского собрания в Германии.
С 6 по 8 марта 2015 года в Мюнхене на весенней сессии епископской конференции обсуждались вопросы окормления православной паствы столицы Баварии.
С сентября 2018 года Московский патриархат в одностороннем порядке прекратил своё участие в епископском собрании.

## Участники
- митрополит Августин (Лабардакис) — Константинопольский Патриархат (Греческая митрополия Германии), председатель;
  - Евмений (Тамиолакис), епископ Лефкийский
  - Варфоломей (Кессидис), епископ Арианзский
  - Эммануил (Сфиаткос), епископ Христупольский
  - Амвросий (Куцуридис), епископ Аргиропульский
- митрополит Иоанн (Реннето) — Московский Патриархат (Западноевропейский экзархат русских приходов);
- архиепископ Иоанн (Деревянка) — Константинопольский Патриархат (Украинская епархия в Западной Европе);
- митрополит Исаак (Баракат) — Антиохийский Патриархат (Митрополия Германии и Центральной Европы)
- архиепископ Тихон (Зайцев) — Московский Патриархат (Берлинская и Германская епархия);
- митрополит Марк (Арндт) — Московский Патриархат (Русская Зарубежная Церковь, Берлинская и Германская епархия);
  - Иов (Бандман), епископ Штутгартский (РПЦЗ)
- митрополит Авраам (Гармелия) — Грузинский Патриархат (Западноевропейская епархия);
- епископ Сергий (Каранович) — Сербский патриархат (Франкфуртская и всей Германии епархия);
- митрополит Серафим (Жоантэ) — Румынский Патриархат (Германская, Австрийская и Люксембургская архиепископия);
- митрополит Антоний (Михалев) — Болгарский Патриархат (Западно- и Среднеевропейская епархия);